# NGC 4139
NGC 4139 este o galaxie lenticulară situată în constelația Fecioara. A fost descoperită în 10 august 1863 de către Heinrich Louis d'Arrest. Se află la o distanță de 82,31 de megaparseci de Pământ.